# Женская сборная Нигерии по волейболу
Женская национальная сборная Нигерии по волейболу (англ. Nigeria women's national volleyball team) — представляет Нигерию на международных волейбольных соревнованиях. Управляющей организацией выступает Федерация волейбола Нигерии (Nigeria Volleyball Federation).

## История
Впервые женская сборная Нигерии была сформирована для участия в волейбольном турнире Всеафриканских игр 1978 года, прошедших в Алжире. На этих соревнованиях нигерийские волейболистки дошли до финала, где уступили в трёх сетах хозяйкам турнира — сборной Алжира. Через 4 года сборная Нигерии дебютировала на чемпионате мира, прошедшем в Перу. На нём слабо подготовленная и не имевшая международного опыта африканская команда проиграла все свои 8 матчей, сумев выиграть лишь одну партию в игре за 22-е место у сборной Чили. При этом в поединке против хозяек первенства — волейболисток Перу — нигерийки не сумели взять даже ни одного очка. Больше на чемпионаты мира волейболисткам Нигерии квалифицироваться не удавалось.
Начиная с 1990-х годов сборная Нигерии вошла в число лидеров женского волейбола Африки. В 1993—2005 годах нигерийские волейболистки неизменно становились призёрами всех континентальных соревнований, хотя выиграть «золото» за этот период им удалось лишь однажды — на проходивших в 2003 году в столице страны Абудже Всеафриканских играх.
После 2005 года волейбол в Нигерии вступил в полосу кризиса. За последнее десятилетие женская сборная страны лишь дважды приняла участие в чемпионатах Африки, а в различных квалификационных турнирах и Всеафриканских играх ни разу не смогла составить конкуренции ведущим сборным «чёрного континента».
И всё же в последние годы в отношении к волейболу в крупнейшей по населению африканской стране, каковой является Нигерия, наметились положительные сдвиги, что в немалой степени связано с деятельностью российского тренера Сергея Овечкина. В 2013 женская молодёжная сборная Нигерии под его руководством пробилась на чемпионат мира. И хоть выступили на нём молодые нигерийские волейболистки ожидаемо неудачно, но необходимый импульс в развитии нигерийского волейбола, значительно уступающего в стране по популярности прежде всего футболу и баскетболу, был дан.

## Результаты выступлений и составы

### Олимпийские игры
| - 1964 — не участвовала - 1968 — не участвовала - 1972 — не участвовала - 1976 — не участвовала - 1980 — не участвовала - 1984 — не квалифицировалась - 1988 — не участвовала - 1992 — не участвовала | - 1996 — не квалифицировалась - 2000 — не участвовала - 2004 — не квалифицировалась - 2008 — не участвовала - 2012 — не участвовала - 2016 — не участвовала - 2020 — не квалифицировалась - 2024 — не участвовала |

### Чемпионаты мира
| - 1952 — не участвовала - 1956 — не участвовала - 1960 — не участвовала - 1962 — не участвовала - 1967 — не участвовала - 1970 — не участвовала - 1974 — не участвовала - 1978 — не участвовала - 1982 — 23-е место - 1986 — не участвовала | - 1990 — не участвовала - 1994 — не участвовала - 1998 — не квалифицировалась - 2002 — не квалифицировалась - 2006 — не квалифицировалась - 2010 — не квалифицировалась - 2014 — не квалифицировалась - 2018 — не квалифицировалась - 2022 — не квалифицировалась - 2025 — не квалифицировалась |

- 2006 (квалификация): Леди Джалмет, Тереза Оконма, Эстер Дусу, Кристиана Амади, Венес Айя, Дороти Эгбум, Присилла Агера, Ифеома Очонгор, Мариам Гарба, Нанкьер Джон, Чиньере Онуоха, Эхис Ириовен. Тренер — Энтони Огума-Эгиемаи.
- 2010 (квалификация): Ириовен Энис, Леди Джалмет, Нгози Эгбо, Эстер Дусу, Мэри Ибех, Бьюти Нвосу, Дороти Эгбум, Присилла Агера, Мариам Гарба, Нанкьер Милахам (Джон), Чиньере Онуоха, Комфорт Аманову. Тренер — Гарри Окпаприба.
- 2014 (квалификация): Ибиронке Джонсон, Мерси Промис, Леди Джалмет, Энех Джалмет, Эстер Дусу, Тосин-Букки Олува, Чиненье Нвосу, Эстер Ахуа, Адесуа Эдеке, Франсиска Икхиеде, Тереза Окомна, Ибе Чимидья. Тренер — Энтони Огума-Эгиемаи.

### Чемпионат Африки
| - 1976 — не участвовала - 1985 — не участвовала - 1987 — не участвовала - 1989 — не участвовала - 1991 — не участвовала - 1993 — 3-е место - 1995 — 2-е место - 1997 — 2-е место - 1999 — 3-е место - 2001 — 2-е место - 2003 — не участвовала | - 2005 — 2-е место - 2007 — отказ от участия - 2009 — не участвовала - 2011 — 8-е место - 2013 — не участвовала - 2015 — не участвовала - 2017 — 7-е место - 2019 — не участвовала - 2021 — 4-е место - 2023 — 6-е место |

- 2017: Мерси Промис, Леди Джалмет, Ойероне Верера, Эстер Дусу, Комфорт Амаонву, Чимейе Нвосу, Пресиллия Агера, Айша Умару, Келечи Ивоби, Альбертина Фрэнсис, Франсиска Икхеде, Тереза Оконма, Мэри Джон, Мари Али. Тренер — Усман Абдалла.

### Африканские игры
| - 1978 — 2-е место - 1987 — не участвовала - 1991 — 5—6-е место - 1995 — 3-е место - 1999 — 3-е место - 2003 — 1-е место | - 2007 — 7—8-е место - 2011 — 4-е место - 2015 — 7—8-е место - 2019 — 4-е место - 2023 — 5—8-е место |

- 2003: Венес Айя, Леди Джалмет, Шейла Атекаме, Эстер Дусу, Вивиан Амади, Мариам Алмо Гаруба, Дороти Эгбум, Пресиллия Агера, Бунми Адегбенджо, Лидия Аджик, Чиньере Онуоча.
- 2011: Мерси Промис, Леди Джалмет, Нгози Эгбо, Дороти Эгбум, Комфорт Амаонву, Келечи Ивоби, Адесуа Эдеки, Тереза Оконма, Лидия Якубу, Чидинма Харрисон, Чиньере Онуоха, Абель Хоуп. Тренер — Энтони Огума-Эгиемаи.

## Состав
Сборная Нигерии на Африканских играх 2024.
| №  | Имя, фамилия                  | Год рождения | Рост | Амплуа      | Клуб                      |
| -- | ----------------------------- | ------------ | ---- | ----------- | ------------------------- |
| 2  | Хелен Умех                    | 1997         |      | центральная | «Кастомс Сервис» Абуджа   |
| 4  | Мирабель Унома Верити Оньегву | 2006         |      | нападающая  | «Чиф Нэвел» Лагос         |
| 5  | Мариам Усман                  | 2006         |      | либеро      | «Чиф Нэвел» Лагос         |
| 6  | Иджеома Укпаби                | 1994         | 175  | нападающая  | «COAS Спайкерс» Абуджа    |
| 7  | Ммесомачи Окекеару            | 2002         | 183  | нападающая  | «Аранмаре Ямагата» Саката |
| 8  | Нвабуаку-Шарон Ачи            | 1996         | 180  | связующая   | NSCDC Абуджа              |
| 11 | Алият Усман                   | 2008         |      | связующая   | «Чиф Нэвел» Лагос         |
| 12 | Марьям Ибрахим                | 2005         |      | нападающая  | «Кастомс Сервис» Абуджа   |
| 13 | Дженевив Келечи Ндукауба      | 2006         |      | нападающая  | «Кастомс Сервис» Абуджа   |
| 14 | Мариджейн Ифунанья Удеагбала  | 2007         |      | центральная | «Анамбра Куинз» Авка      |
| 15 | Дебора Чукву                  | 2006         |      | центральная | «COAS Спайкерс» Абуджа    |
| 19 | Хэппи Вушиланг                | 2002         | 173  | нападающая  | NSCDC Абуджа              |

- Главный тренер — Сэмюэл Аджайи Алаба.
- Тренер — Приссила Агера.